# Fritz-Kortner-Preis
Der Fritz-Kortner-Preis ist ein von der Zeitschrift Theater heute verliehener und von ihrem Mitbegründer und Verleger Erhard Friedrich gestifteter Theaterpreis, der nach dem Schauspieler und Regisseur Fritz Kortner (1892–1970) benannt ist. Er wurde erstmals 1987 vergeben und sollte „jährlich einmal einen deutschsprachigen Theaterkünstler auszeichnen, dessen Wagemut, Wahrhaftigkeit und ästhetische Neugier zeigen, daß Kortners Beispiel fortwirkt.“
Ab dem Jahr 2000 wurde der Preis nicht mehr vergeben. Stattdessen wurde das von der Friedrich-Stiftung weiterhin zur Verfügung gestellte Geld nunmehr für die Förderung von jungen Künstlern sowie zur Unterstützung von Projekten der Theaterausbildung und -forschung verwandt. 2000 kam das Preisgeld dem Internationalen Forum junger Bühnenangehöriger im Rahmen des Berliner Theatertreffens zugute. (Vgl. auch den Boy-Gobert-Preis.)

## Preisträger
- 1999 Ivan Nagel
- 1997 Christoph Marthaler und Anna Viebrock
- 1996 Peter Stein
- 1995 Klaus Michael Grüber
- 1994 Frank Castorf
- 1993 Dieter Sturm
- 1992 Gert Voss
- 1991 Kurt Hübner
- 1990 Einar Schleef und B. K. Tragelehn
- 1989 Thomas Holtzmann und Rolf Boysen
- 1988 Peter Zadek
- 1987 Andrea Breth

## Belege
1. ↑  Kortner-Preis-Rätsel. In: Die Zeit vom 23. Oktober 1987, Nr. 44, online abgerufen am 7. Juni 2008.
2. ↑  Meldung auf www.iti-germany.de (Seite nicht mehr abrufbar, festgestellt im April 2018. Suche in Webarchiven)  Info: Der Link wurde automatisch als defekt markiert. Bitte prüfe den Link gemäß Anleitung und entferne dann diesen Hinweis., abgerufen am 7. Juni 2008.